# Kotewka orzech wodny

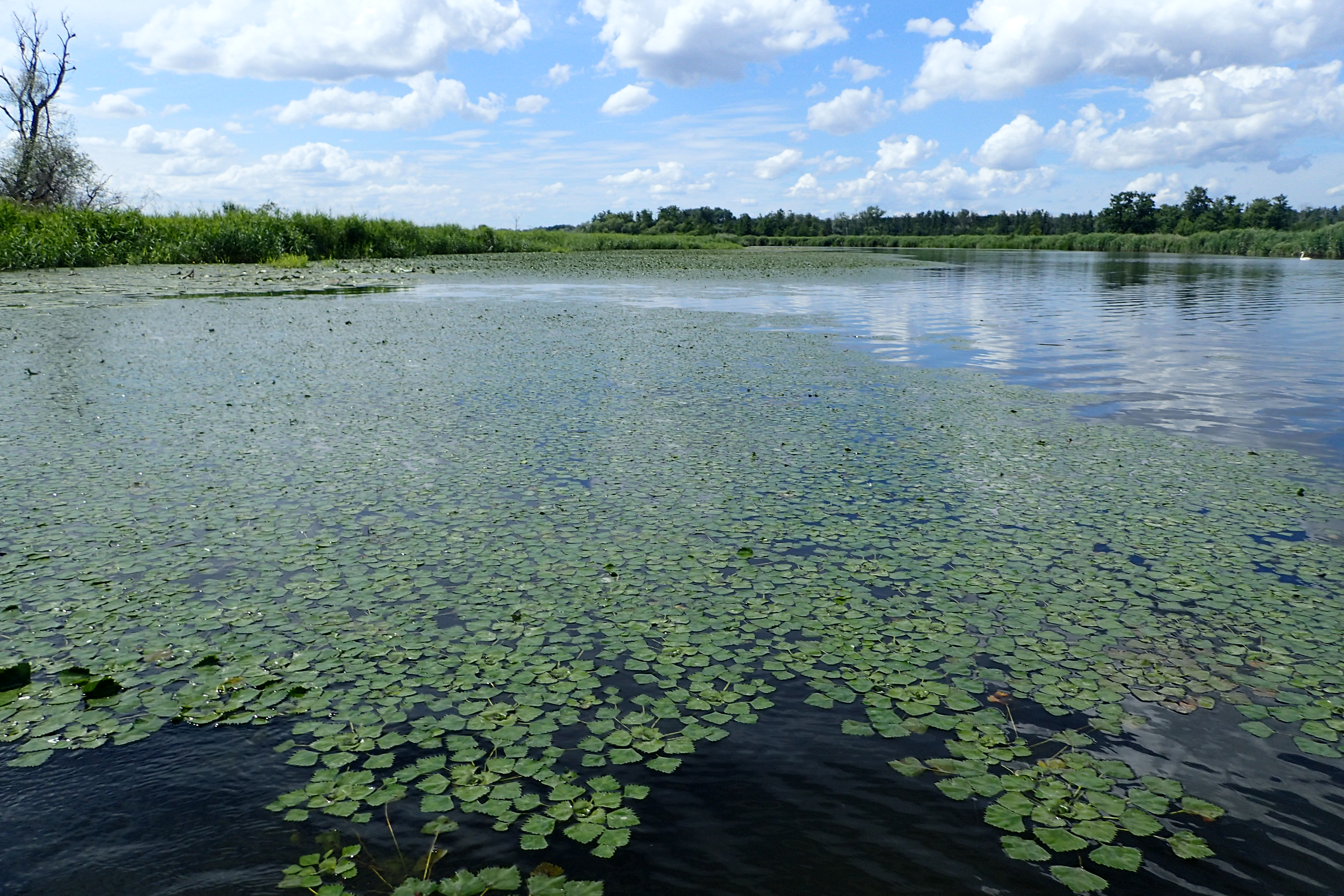
Masowo rosnąca kotewka w dolinie dolnej Odry pod Szczecinem

Kotewka orzech wodny (Trapa natans L.) – gatunek rośliny jednorocznej należący do rodziny krwawnicowatych (Lythraceae). Rośnie w zbiornikach o spokojnej, stojącej lub wolno płynącej wodzie. Rodzimy w Starym Świecie, szeroko rozpowszechniony jest tylko w Azji. W Europie, w tym także w Polsce, należy do gatunków rzadko spotykanych. Został zawleczony do Ameryki Północnej. Nazwa pochodzi od kształtu owoców, zaopatrzonych w twarde wyrostki przypominające kotwice. Orzechy tego gatunku są jadalne, poza tym kotewka jest sadzona jako roślina ozdobna oraz wykorzystywana jako roślina lecznicza.

## Rozmieszczenie geograficzne
Występuje w stanie dzikim w Europie, Azji i Afryce. Gatunek został zawleczony i zadomowił się w Ameryce Północnej, odnotowywany został także w Australii.
EuropaW Europie kotewkę spotyka się na rozległych obszarach głównie w środkowej części kontynentu, jednak niemal wszędzie jest ona gatunkiem rzadkim. Brak jej całkiem na Półwyspie Skandynawskim, Wyspach Brytyjskich, w zachodniej części Półwyspu Iberyjskiego i na Półwyspie Apenińskim. Bardzo rozproszone, pojedyncze stanowiska ma w Hiszpanii, zachodniej i północnej Francji, południowej Rosji, na Ukrainie oraz w rejonie Kaukazu. Z liczniejszych stanowisk występuje na obszarze obejmującym południowo-wschodnią Francję, północne Włochy, południowe Niemcy, południową Polskę, Białoruś, Czechy oraz środkową i wschodnią część Bałkanów. Jedynie w Chorwacji, Czarnogórze, Słowenii i Albanii występuje częściej. Od lat 20. XXI w. pojedyncze stanowiska notowane są na Litwie i Łotwie.
W Polsce kotewka jest rośliną rzadką, z tendencją do ekspansji. Na przełomie XX i XXI wieku znana była z ok. 40 stanowisk, występując głównie w dorzeczu górnej Wisły i dolnego Sanu oraz górnej i środkowej Odry. Charakter historyczny mają stanowiska stwierdzone dawniej w Wielkopolsce, wschodniej części Wyżyny Małopolskiej, Karpatach oraz w dorzeczu Nysy Łużyckiej. Jeszcze w XIX wieku gatunek wyginął na większości stanowisk w Polsce północnej, gdzie występował w północno-wschodniej części Pojezierza Mazurskiego, przed 1870 r. rósł w zbiornikach w Puszczy Wkrzańskiej pod Szczecinem oraz na Kaszubach (do 1862 r. zasiedlał nieistniejące już Jezioro Mirachowskie). W 1929 ostatni raz podany został z doliny dolnej Odry pod Szczecinem. W sumie pod koniec XIX i w XX wieku gatunek stracił w Polsce ponad 180 stanowisk. Odnajdowane są jednak także nowe stanowiska, np. w 1998 r. odkryto takie w stawie rybnym w Międzyrzeczu Dolnym oraz w Koloni Ochaby koło Skoczowa, w 2017 gatunek powrócił do dolnej Odry – stwierdzony został w rejonie Szczecina. Gatunek introdukowano też z powodzeniem na wiele nowych stanowisk, w tym w ogrodach botanicznych (np. w Powsinie i Bolestraszycach). W pierwszej ćwierci XXI zaobserwowano wzrost zasięgu i powrót na historyczne stanowiska.
AzjaKotewkę spotyka się głównie we wschodniej i południowej części kontynentu, gdzie w strefie klimatu tropikalnego i subtropikalnego jest dodatkowo szeroko rozpowszechniana w uprawie. Rośnie w Pakistanie i Indiach, na Półwyspie Indochińskim, w Indonezji i na Filipinach, w Chinach, Korei, Japonii i Rosji. W południowo-zachodniej części kontynentu azjatyckiego występuje tylko w Iranie i Afganistanie. W Azji środkowej rośnie w Kazachstanie, Kirgistanie, Uzbekistanie, Tadżykistanie i Mongolii.
AfrykaKotewka rośnie na pojedynczych stanowiskach, mocno rozproszonych zwłaszcza w północnej i wschodniej części kontynentu. Według IUCN jest to gatunek rodzimy w Afryce (rośnie w miejscach naturalnych), jednak są też opinie o jego zawleczeniu na ten kontynent. W Tunezji kotewka występuje tylko w Parku Narodowym Aszkal, a w Algierii na dwóch stanowiskach (w El Kala i Annaba). Na wschodzie rośnie w Sudanie, Ugandzie, Kenii i Tanzanii. W Afryce zachodniej i środkowo-zachodniej notowany był także w Burkinie Faso, Ghanie, Gwinei, Gwinei Bissau, Nigrze i Nigerii. Na południu rośnie w Malawi, Mozambiku, Namibii, Zambii, Zimbabwe i Republice Południowej Afryce w KwaZulu-Natal.
Ameryka PółnocnaNa kontynencie północnoamerykańskim gatunek według niektórych źródeł zaobserwowany został po raz pierwszy w 1859 roku koło Concord w stanie Massachusetts, według innych rozprzestrzenić się miał dopiero po 1884 roku ze stanowiska koło Schenectady w stanie Nowy Jork. W XX wieku zasięg kotewki objął rozległy obszar wschodniej części Stanów Zjednoczonych oraz Krainę Wielkich Jezior. Na przełomie XX i XXI wieku kotewka odnaleziona została także w prowincji Quebec w Kanadzie oraz we wschodniej części Ontario. Gatunek wymieniony został także z Arizony.
AustraliaWiele źródeł informuje o inwazji tego gatunku w Australii pomimo braku wiarygodnych i szczegółowych publikacji to potwierdzających. Gatunek pojawia się w australijskich publikacjach ostrzegających przed roślinami inwazyjnymi, wprowadzono prawne ograniczenia jego rozpowszechniania i zasady postępowania w przypadku jego stwierdzenia, lecz konsekwentnie opisywany jest tylko jako gatunek potencjalnie inwazyjny, przynajmniej do 2011 roku niestwierdzony w Australii w stanie dzikim.

## Morfologia

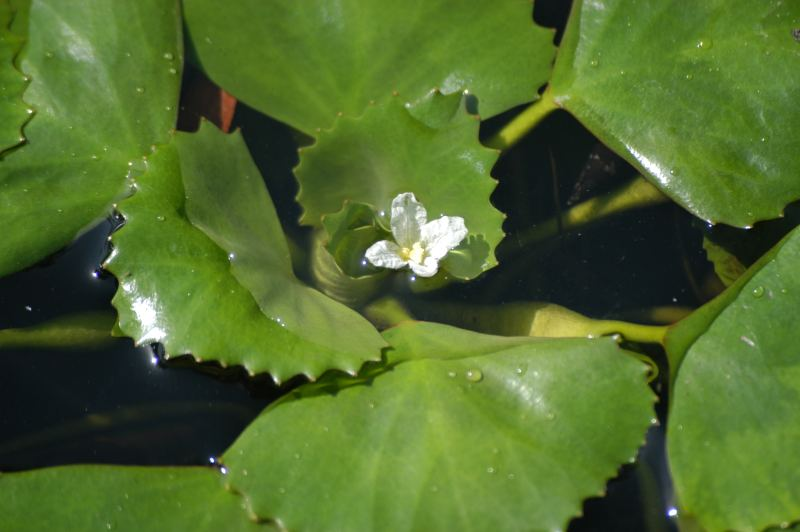
Kwiat i liście pływające

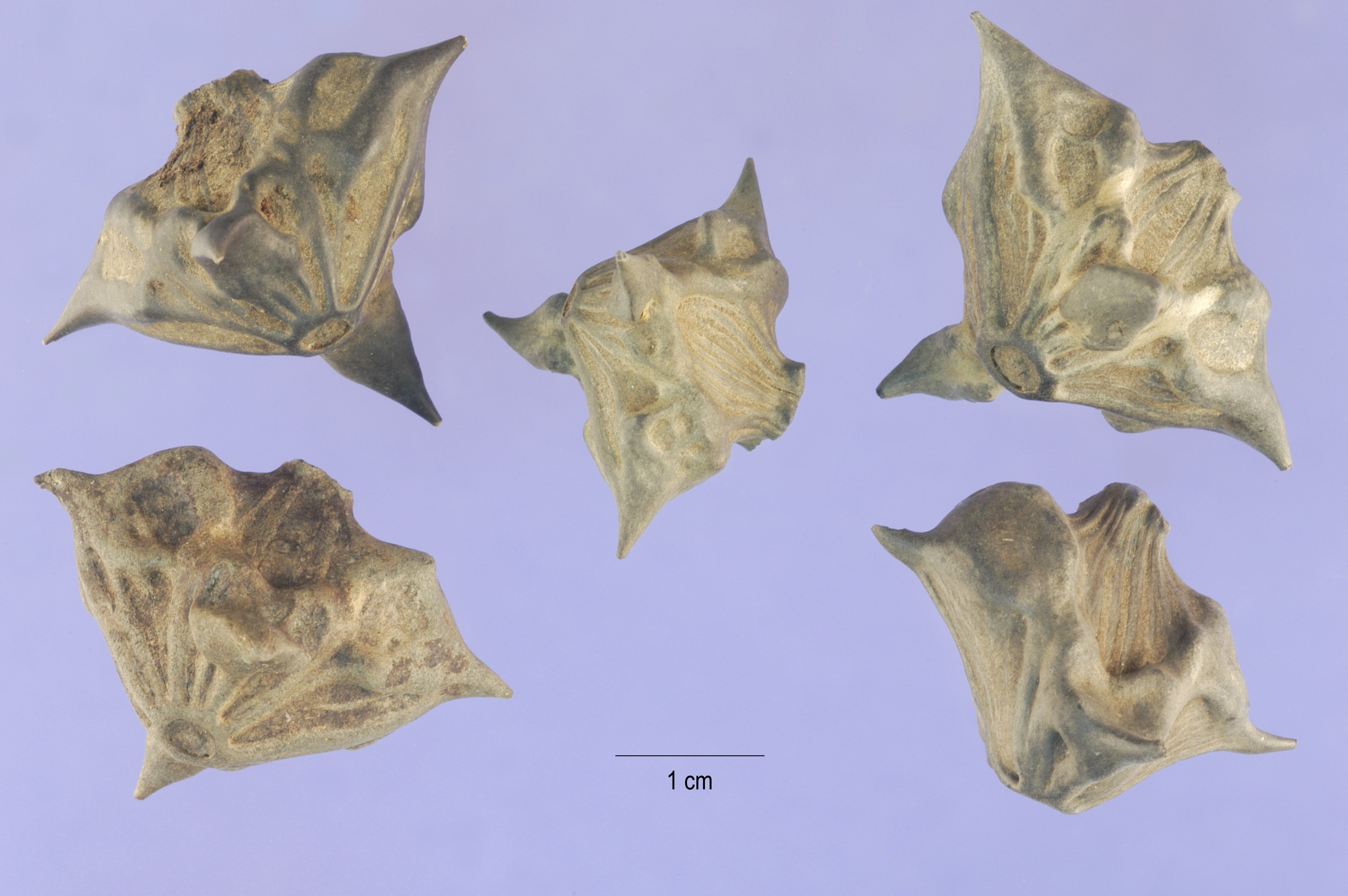
Orzechy kotewki

PokrójRoślina wodna, zakorzeniona w dnie, o pędach osiągających zazwyczaj od 0,5 do 1,5 m długości. Długość pędów podwodnych może jednak przekraczać nawet 10 m, a kluczowy wpływ ma na nią głębokość zbiornika i zagęszczenie roślin. Z każdego węzła powstać może pęd boczny, dlatego stwierdzano osobniki wytwarzające nawet 30 rozet. Korzenie mogą wyrastać wzdłuż całego pędu na odcinku mającym kontakt z podłożem. Ze względu na formę wzrostu gatunek w klasyfikacji makrofitów zaliczany jest do nymfeidów. W bardziej szczegółowej klasyfikacji jest klasycznym przykładem grupy określanej jako „trapidy” – rośliny zakorzenione w dnie o długiej łodydze i liściach zróżnicowanych na pływające i podwodne.
ŁodygaPodwodna, zawiera kanały powietrzne. Jest wiotka i cienka (o średnicy od 2,5 do 6 mm), zgrubiała tylko w górnej części, przy powierzchni wody.
KorzenieSilne, mocują roślinę do dna. Z węzłów pędu unoszącego się w wodzie wyrastają pierzasto rozgałęzione korzenie przybyszowe długości do kilku cm, czasem do 15 cm, zielone i asymilujące, często opisywane są jako podzielone, zanurzone liście.
LiścieGórne liście w gęstych, pływających rozetach o średnicy 15–50 cm. Liście o ogonkach długości do 18 cm, rozdętych – z komorami powietrznymi. Blaszka ma kształt romboidalny (4–6 na 4–8 cm), na brzegach jest nierówno ząbkowana (z wyjątkiem podstawy). Z wierzchu jest gładka, ciemnozielona, pod spodem okryta wielokomórkowymi włoskami i czerwono nabiegła, tu też z wydatnym użyłkowaniem. U nasady liści początkowo obecne są drobne przylistki, ale szybko odpadają. Podwodne liście są niewielkie i szybko obumierają, w dole ułożone są naprzeciwlegle i są równowąskie, wyżej są skrętoległe i lancetowate.
KwiatyRozwijają się na wzniesionej ponad wodę szypułce długości ok. 1 cm. Po przekwitnieniu szypułka ta wydłuża się, grubieje i odgina. Kwiaty wyrastają pojedynczo z kątów liści pływających. Kielich ma cztery sztywne, lancetowate działki. Korona składa się z czterech białych płatków. Płatki są odwrotnie jajowate, długości ok. 8 mm, na szczycie zaokrąglone lub słabo wycięte. Szybko odpadają. Pręciki są cztery, słupek jeden, z szyjką zwieńczoną spłaszczonym od góry, tarczowato-główkowatym znamieniem. Szyjka ta odpada po przekwitnieniu. Zalążnia jest wpół dolna, jajowato-stożkowata i dwukomorowa. W każdej z komór znajduje się odwrócony zalążek.
PyłekZiarna nieco spłaszczone lub kuliste, o średnicy 70 mikronów, trójbruzdowe, z wystającymi wyraźnie trzema grzebieniami o grubości od 2 mikronów na równiku do 18 mikronów na biegunach. Grzebienie utworzone są ze sfałdowanej segzyny, pokryte brodawkami. Pola między grzebieniami tworzy dwuwarstwowa egzyna o rzeźbie (skulpturze) ziarnisto-gąbczastej.
OwoceZwykle jednonasienne orzechy o długości od 2 do 4,5 cm i szerokości od 1 do 3 cm. Na jednej rozecie powstawać może do 20 owoców. Obficie tworzone stanowić mogą nawet 50% ogólnej masy roślin. W rozwijającym się owocu zewnętrzna część owocni jest początkowo mięsista, ale szybko odpada, odsłaniając zdrewniałą część owocu o charakterystycznej budowie. Orzech ma kształt odwróconego ostrosłupa o ściętym wierzchołku lub jest odwrotnie jajowaty. W górnej części owocu znajdują się różnie wykształcone, zdrewniałe rogi. Ułożone są one w dwóch naprzemianległych parach, z których silniej rozwinięte są rogi górne. Rogi dolne są zwykle mniejsze, często mniej lub bardziej zredukowane. Część nasadowa rogów, zwana ramieniem, jest najszersza i powstaje z drewniejących uchyłków dna kwiatowego. Stopniowo lub nagle ramię zwęża się ku szczytowi, przechodząc w cierń powstający z drewniejących działek kielicha. Na jego łatwo odłamującym się szczycie znajduje się tzw. ostrze lub harpun z zadziorkami skierowanymi do tyłu. Wzdłuż krawędzi orzecha, na której osadzone są rogi, biegnie tzw. obramowanie, pojedyncze lub złożone z dwóch żeber, czasem także z guzkami występującymi między ramionami, stanowiącymi ślad po odpadających płatkach. Pomiędzy rogami orzecha znajduje się promieniście prążkowana część szczytowa. Może być ona spłaszczona lub wypukła. Znajdujący się pośrodku niej otwór zamyka wieniec szczecinek i otoczony jest fałdą promienistej koronki, często wyniesiony na szyi. Na dolnej stronie orzecha znajduje się koliste lub eliptyczne żebro zwane pierścieniem nasadowym. Dochodzą do niego żebra pionowe biegnące wzdłuż kadłuba (korpusu) orzecha. Zmienność w budowie orzechów była powodem wyróżniania wielu drobnych taksonów, umieszczanych w obrębie tego gatunku lub podnoszonych do rangi odrębnych gatunków.

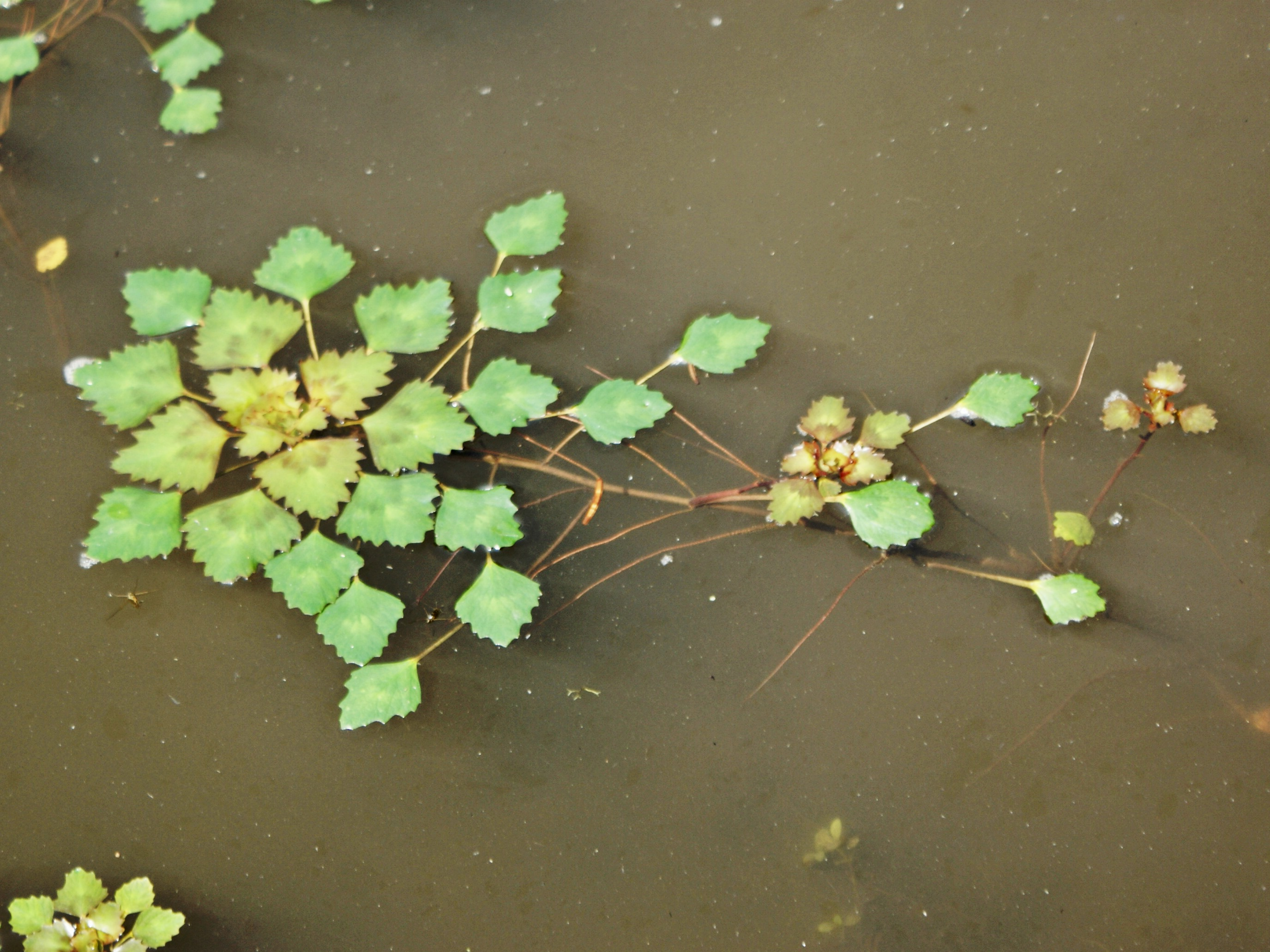
Młoda roślina z rozetami bocznymi
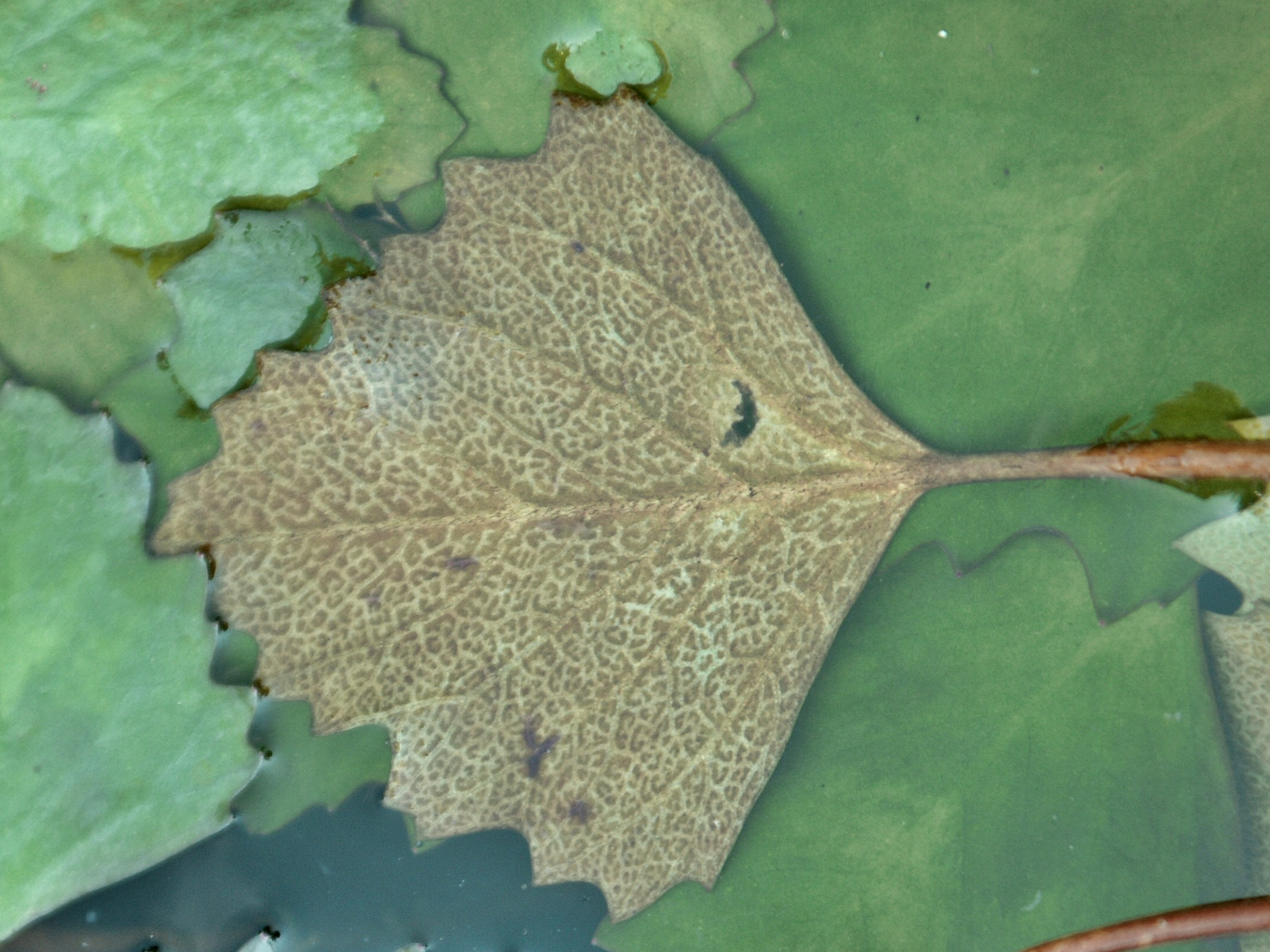
Blaszka liściowa od dołu
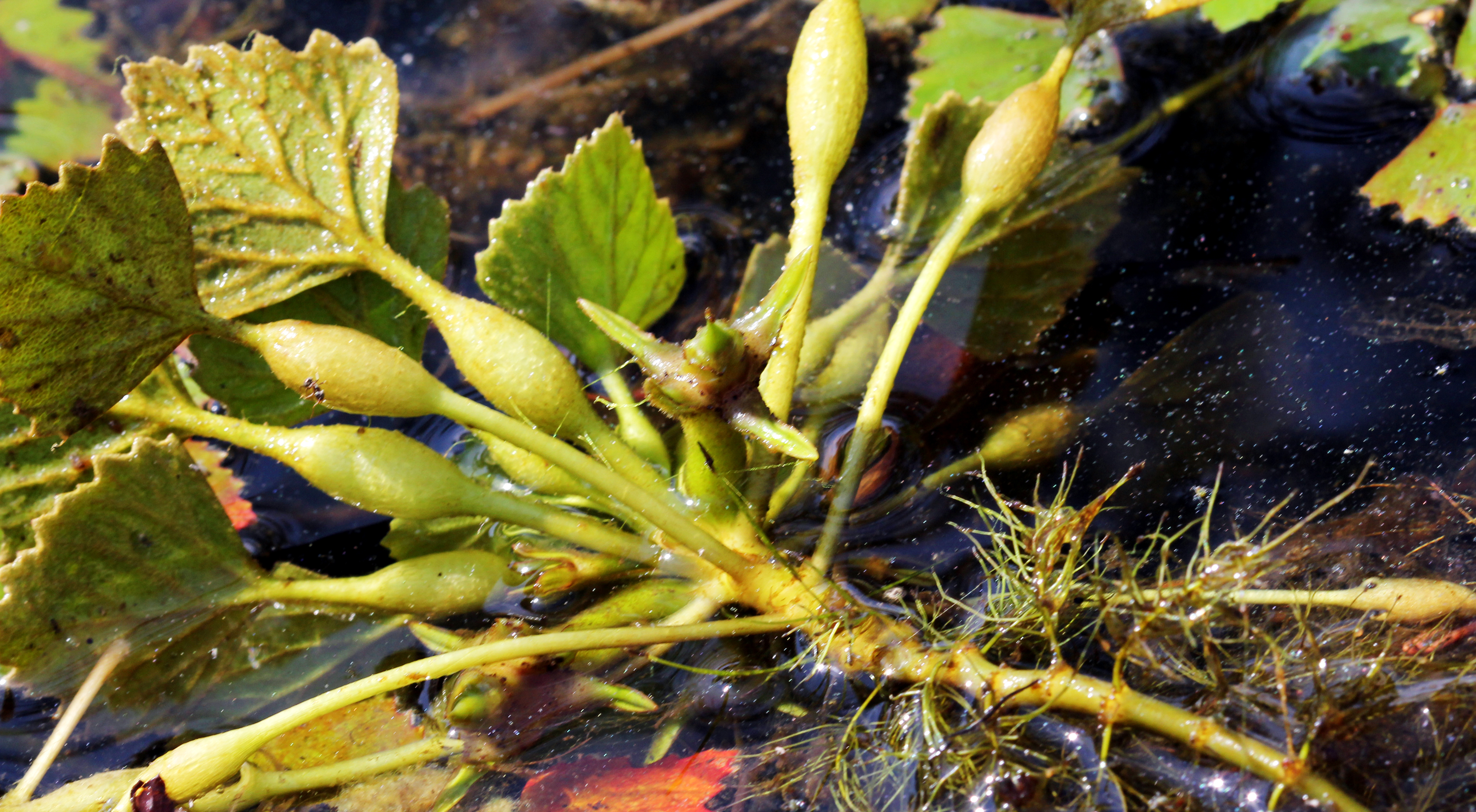
Rozdęte ogonki liściowe i młody owoc
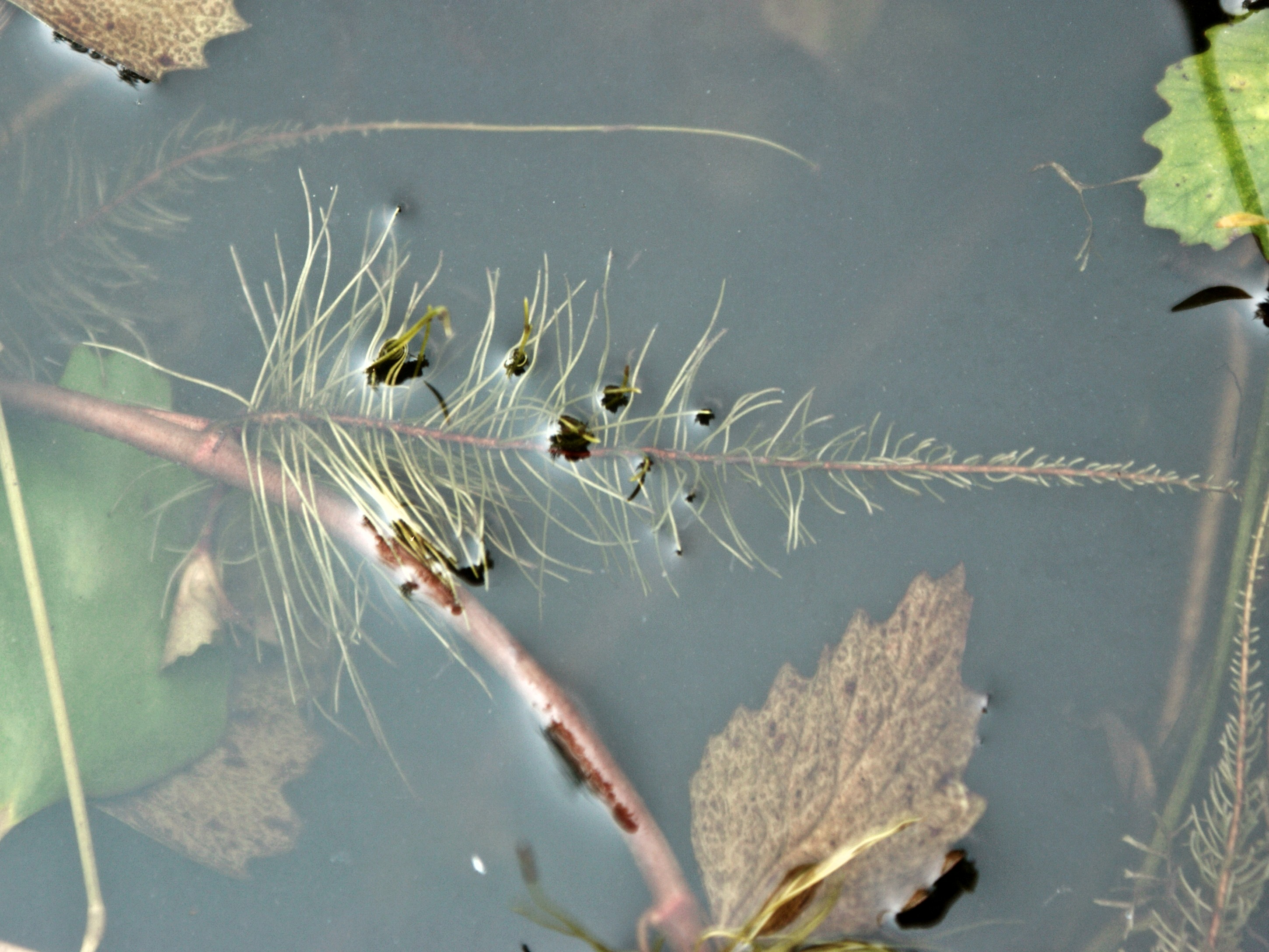
Korzeń przybyszowy

## Biologia

### Właściwości fizyko-chemiczne
Skład chemiczny roślin jest mocno zróżnicowany w zależności od stanowiska, wieku i organu. Procentowa zawartość popiołu w suchej masie części nadwodnej pędów wynosi od ok. 10 do 17%, a pędów podwodnych od ok. 10 do ponad 25%. W popiele tym ponad 27% stanowi krzemionka SiO2, ponad 23% tlenek żelaza(III) Fe2O3, do kilkunastu procent jest tlenku wapnia CaO.
Nasiona kotewki mają istotnie różny skład według różnych źródeł. Zawierać mają od 81% do 90% suchej masy, a w niej: około 16% do 52% skrobi, od ok. 2% poprzez 16% do niemal 20% białka, 1,3% do 3% popiołu, od ok. 1% do 3% włókna surowego, ponad 3% glukozy i 0,7% olejów. W składzie aminokwasowym białek dominują: kwas glutaminowy (17%), arginina (12%), kwas asparaginowy (9%) i leucyna (6%). Od 3 do 5% udziału mają: treonina, seryna, prolina, glicyna, alanina, walina, izoleucyna, tyrozyna, fenoloftaleina i lizyna.

### Rozwój

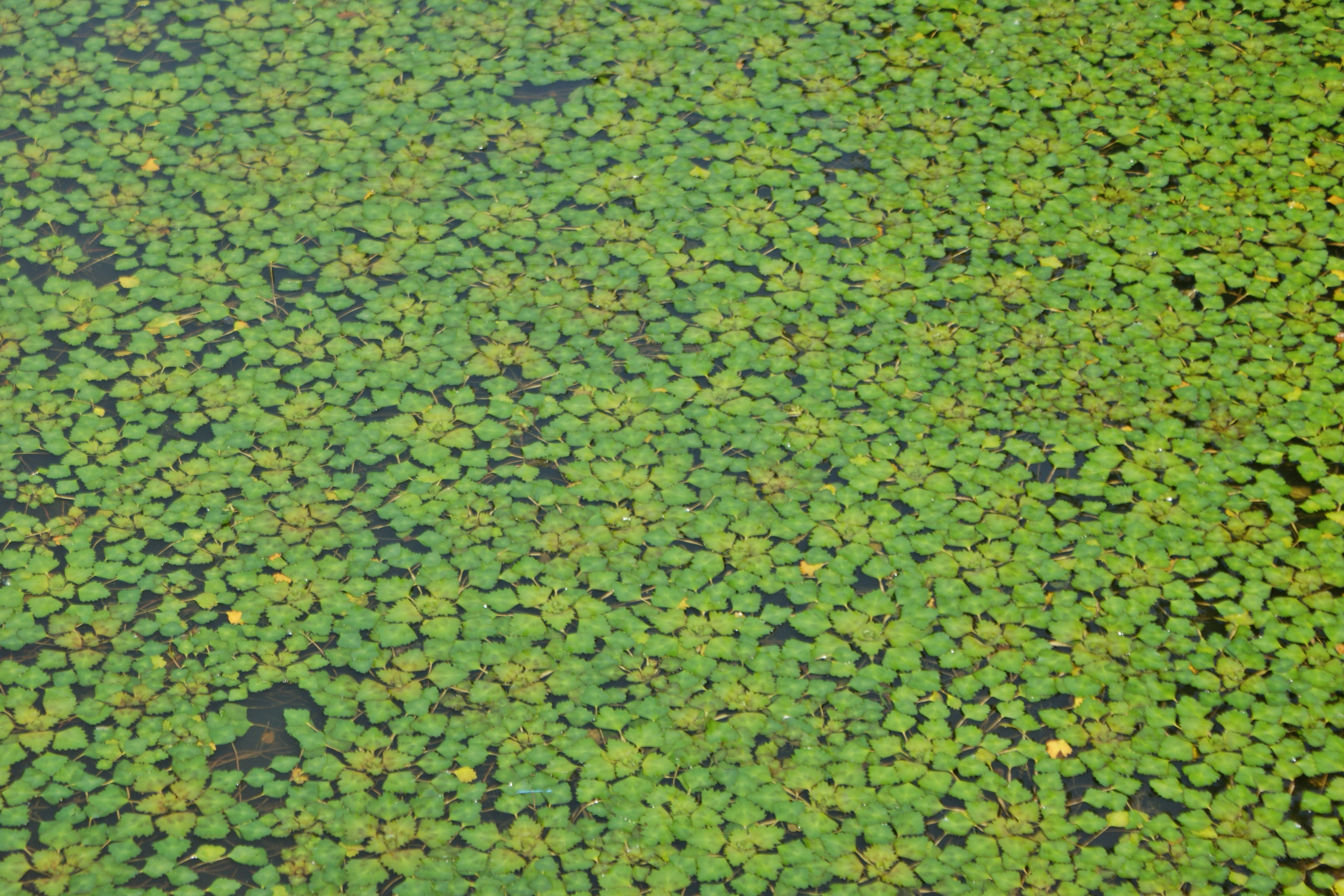
Na powierzchni wody kotewka tworzy często zwartą pokrywę

Kotewka jest rośliną jednoroczną, choć w strefie klimatu tropikalnego może rozrastać się i rozmnażać wegetatywnie bez okresu obumierania pędów, tj. może rozwijać się jak bylina.
Rytmika rozwoju kotewki jest mocno zależna od czynników ekologicznych (zwłaszcza temperatur, zmian warunków wodnych, w tym zwłaszcza wylewów rzek, presji ryb roślinożernych). W zależności od warunków gatunek może opóźnić kolejne fazy rozwoju o kilka tygodni. Kiełkowanie zaczyna się, gdy temperatura wody przekroczy wiosną 8–10 °C. W czasie kiełkowania z orzecha wydostaje się tylko jeden liścień, podczas gdy drugi tkwi w skorupie orzecha jako organ zapasowy. W Europie Środkowej kiełkowanie nasion następuje w okresie między końcem kwietnia a pierwszą połową czerwca. Od tego czasu aż po październik powstają najpierw podzielone piórkowato liście podwodne, a potem liście pływające. Główne rozety liściowe rozwijają się w drugiej połowie czerwca do początków lipca, rozety boczne powstają przez cały okres wegetacyjny. Kwitnienie trwać może od początków lipca do października, ze szczytem w sierpniu (czasem bywa skrócone do tego miesiąca). Podczas kwitnienia kwiaty rozwijają się nad powierzchnią wody zwłaszcza nad ranem i o zmierzchu. Zapylane są przez owady, choć może też dochodzić do samozapylenia jeszcze przed otwarciem kwiatu. Po zapyleniu szypułka odgina się w dół, pozwalając na rozwijanie się owocu pod powierzchnią wody. Owoce dojrzewają w ciągu od ok. 40 do ok. 50 dni po rozpoczęciu kwitnienia – od połowy sierpnia do połowy października, ze szczytem na przełomie sierpnia i września. W miarę wydłużania pędu i rozwijania się kolejnych liści owoce zanurzają się głębiej. Od początku września lub w drugiej połowie tego miesiąca zaczyna się obumieranie roślin i rozpad rozet. Owoce spędzają zimę na dnie zbiornika. Zachowują żywotność przez 5 do 12 lat (według niektórych źródeł nawet do 50 lat), o ile nie zostaną w międzyczasie przesuszone, kiełkują jednak zazwyczaj po pierwszym i drugim roku. Spośród kiełkujących nasion tylko z co trzeciego rozwijający się pęd przeżywa – sięga powierzchni i tworzy rozetę.
Wielkość roślin zależy od ich zagęszczenia – w przypadku niewielkiego zwiększa się liczba wytwarzanych rozet bocznych. Proporcja rozet głównych do bocznych ma wpływ na wydajność owocowania – im więcej rozet głównych, tym jest ono bardziej obfite. W warunkach optymalnych na 1 m² powstawać może 200–300 owoców, co daje plon około 60 q/ha. Ze względu na zdolność roślin do silnego rozgałęziania się kotewka tworzy na stanowiskach zwykle gęsty dywan pływających rozet niezależnie od liczby kiełkujących nasion w zbiorniku.
RozprzestrzenianiePonieważ owoce kotewki są gęstsze o 20% od wody, opadają na dno w pobliżu rośliny macierzystej. W przypadku występowania prądu (na stanowiskach kotewki zwykle słabego) może on przenieść owoce na niewielkie odległości. Na większe odległości mogą być przenoszone rozety odłamujące się od roślin macierzystych. Mimo zarejestrowania przypadku przyczepienia owoców do piór gęsi nie zakłada się, by ze względu na ich sporą masę był to sposób rozprzestrzeniania pozwalający na pokonanie długich dystansów. Podkreślana jest natomiast rola człowieka w rozpowszechnieniu gatunku zarówno intencjonalnym (rozsiewanie rośliny jako jadalnej i ozdobnej), jak i przypadkowym (owoce za pomocą cierni przyczepiają się do różnych przedmiotów i bywają przenoszone między zbiornikami).

## Ekologia

### Siedlisko
Orzech wodny zajmuje stojące lub wolno płynące wody, eutroficzne, w lecie silnie nagrzane (m.in. starorzecza i stawy rybne). Kotewkę spotyka się przeważnie na podłożu mulistym lub gliniasto-ilastym, zakorzenioną na głębokości 1–2 m, choć była stwierdzana także na głębokości 5 m. Najlepiej rośnie w miejscach o całorocznym, ale niewielkim przepływie wody. Preferuje pH wody w granicach 6,0–7,0, ale kiełkuje i rozwija się w przedziale pH od 4,2 do 8,3. Nie toleruje zasolenia – nie rośnie w wodach, w których stężenie chlorku sodu przekracza 0,1%. Preferuje wody dobrze natlenione i opisywana jest jako roślina wrażliwa na zanieczyszczenia i niedostatek tlenu w wodzie. Z drugiej jednak strony potwierdzono, że zanieczyszczenia mogą poprawiać warunki jej bytowania poprzez podniesienie pH, a zwiększenie stężenia związków azotu jest skorelowane ze wzrostem biomasy, w tym owoców. Warunki beztlenowe także nie szkodzą kiełkowaniu tego gatunku – korzeń pierwotny rośnie ku górze i pęd zaczyna się rozwijać dopiero w warstwach wody, w których tlen jest dostępny. W optymalnych warunkach kotewka osiąga zagęszczenie ok. 50 roślin na 1 m², co skutkuje pokryciem powierzchni wody wynoszącym ponad 90%. Gatunek jest ciepłolubny. Sprzyja mu wysokie stężenie wapnia oraz obecność w zlewni borów sosnowych. Rośliny dobrze adaptują się do zmian poziomu wody. Przy jej podniesieniu się – liście zamierają, łodyga się wydłuża i rozwija się nowa rozeta liściowa. Przy obniżaniu wody i w miejscach bardzo płytkich w ogonkach liściowych nie powstają szerokie przestwory powietrzne, blaszka liściowa zmniejsza się i liście rosną pionowo wzniesione. Bez większej szkody kotewki znoszą też okresowe wynurzenie.
Wpływ na kondycję populacji mają czynniki zakłócające rytm rozwojowy roślin, co skutkuje spadkiem wydajności owocowania. Najistotniejszy wpływ ma niska temperatura w okresie od czerwca do sierpnia. Poza tym na liczebność i rozwój roślin wpływają takie czynniki jak: starzenie się i przegęszczenie populacji, zmiany chemizmu wód i osadów, szybkość i intensywność przepływu wód, gospodarka rybacka w stawach (koszenie roślinności, rytmika zalewania wodą, obsada ryb, nawożenie).
Zasoby populacji zmniejszają się (co opisywane jest jako jej „starzenie się”) w zbiornikach eutroficznych pozostających przez ponad kilka lat bez wymiany wód, w których następuje zgromadzenie grubej warstwy osadów organicznych. Wymycie tych osadów sprzyja szybkiemu odnowieniu się populacji. W ciągu kilku lat z pojedynczych roślin na stanowiskach mogą rozwinąć się rozległe płaty tego gatunku.
Kotewka cechuje się znaczną dynamiką występowania – w kolejnych latach pojawia się z różną intensywnością i w różnych miejscach zbiornika. Bywa, że rośliny pojawiają się na stanowisku po kilku latach nieobecności (część nasion przez kilka lat pozostaje nieskiełkowana w banku nasion). Znaczny wpływ na występowanie roślin, nierzadko na zanik małych populacji, mają powodzie.
Obfita produkcja biomasy tego gatunku przyczynia się do redukcji zasobów tlenu, zwłaszcza w płytkich zbiornikach. Spadki zawartości tlenu rozpuszczonego w wodzie poniżej wartości niebezpiecznej (5 mg/L) notowano w 51% prób, spadki drastyczne (poniżej 2,5 mg/L) stwierdzano w 30% prób. W przypadku silnego rozwoju roślina zmniejsza dostęp światła do wnętrza zbiornika o 95%.
Masowo występując, kotewka przyczynia się do szybszego zarastania zbiorników.

### Oddziaływania międzygatunkowe

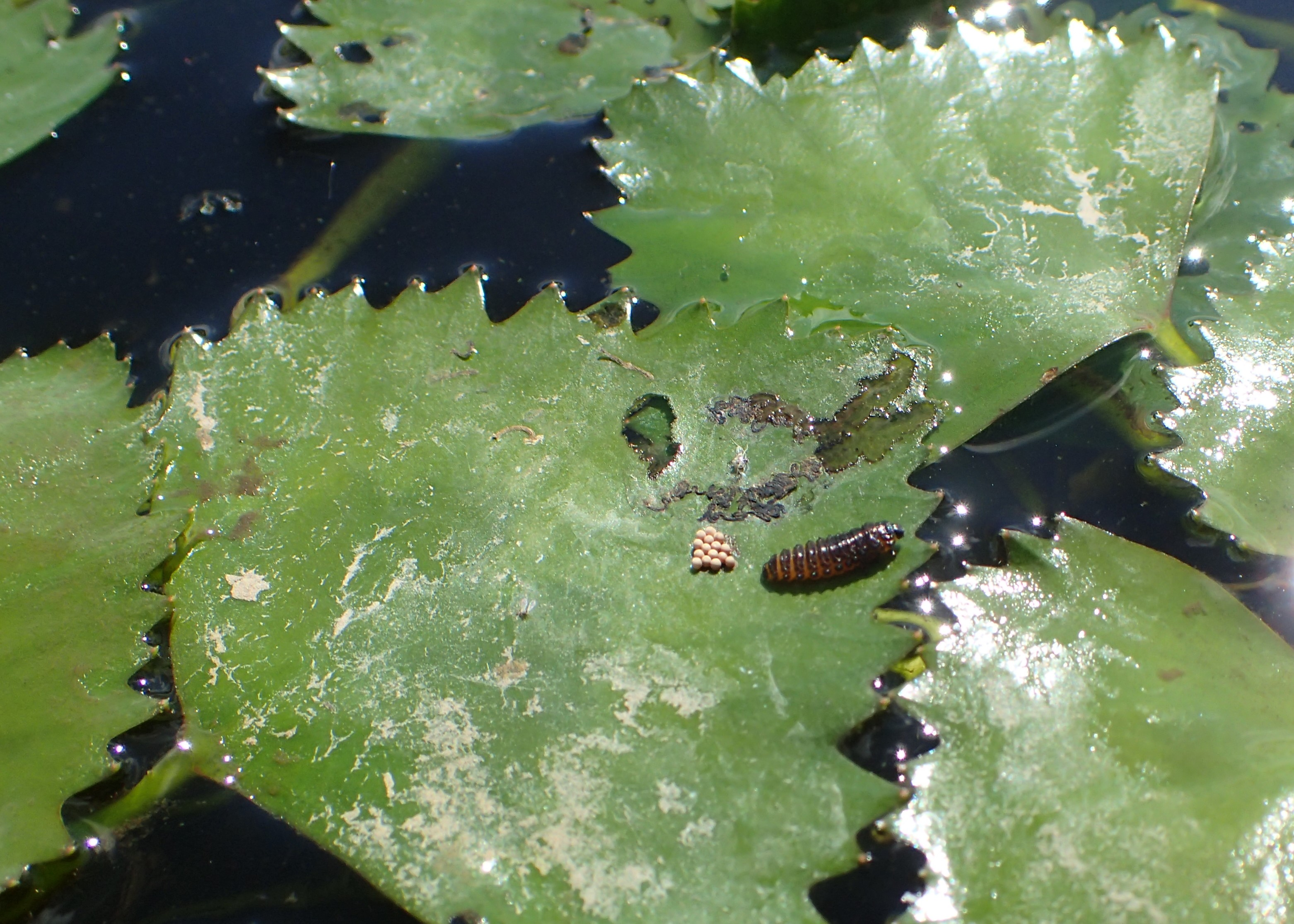
Larwa i jaja szarynki grzebieniówki na liściu kotewki

W przypadku silnego wzrostu kotewki jej gęsta pokrywa rozet liściowych może składać się nawet z trzech warstw liści. Masowo występująca kotewka ogranicza lub eliminuje inne gatunki roślin wodnych zanurzonych i pływających. W zbiornikach, gdzie kotewka jest ekspansywna, stwierdzono ustępowanie roślin z rodzajów nurzaniec, rdestnica i wywłócznik. Przyczyną jest znaczące ograniczenie dostępu światła do wnętrza zbiornika. Z tego samego powodu na kotewce gorzej rozwija się peryfiton niżeli na roślinach podwodnych. Jednak na kotewce stwierdzono większe zróżnicowanie gatunkowe epifitycznych glonów, co tłumaczy się różnorodnością mikrosiedlisk związanych z różną budową poszczególnych jej organów. Z gatunkiem tym związanych jest także więcej wodnych bezkręgowców. Powodowane spadki zawartości tlenu w zbiornikach z bujnie rosnącą kotewką powodować mogą padanie ryb i migrację drobnych ryb ze strefy przybrzeżnej na głębsze wody, gdzie łatwiej padają ofiarą drapieżników. Zarastanie rozległej powierzchni zbiorników przez rozety kotewki sprzyja z kolei drobnym roślinom pleustonowym z rodzajów rzęsa, spirodela i wolfia, niektórym gatunkom drobnych ryb i zbiorowiskom bezkręgowców związanych z roślinami wodnymi. Bez wyraźnej szkody rozwijają się także rośliny wyrastające ponad powierzchnię wody (np. z rodzaju pałka i pontederia). Z kożucha pływających liści korzystają podczas żerowania niektóre gatunki ptaków, a owocami kotewki żywią się niektóre gryzonie.
Na kotewce żerują liczne bezkręgowce, przy czym istotny wpływ na rośliny ma rozpowszechniony w Azji chrząszcz szarynka Galerucella birmanica. Intensywnie żerując, pozbawia rośliny wszystkich liści, przez co może topić całe płaty kotewki. Szarynka grzybieniówka (Galerucella nymphaeae) występująca w Europie, mimo że żeruje także na liściach kotewki, aż takich strat nie powoduje. Liśćmi kotewki żywią się także chrząszcze z rodzaju Nanophyes i Bagous, larwy motyli z rodzaju Nymphula i Spodoptera, pluskwiaki równoskrzydłe Rhopalosiphum nymphaeae i Macrosteles purpurata, larwy muchówek z rodzaju Chironomus. Na roślinach żeruje także błotniarka uszata. Kotewki porażane są przez gronowca szarego wywołującego szarą pleśń oraz grzyby z rodzaju Cercospora i gatunku Athelia rolfsii.

### Fitosocjologia

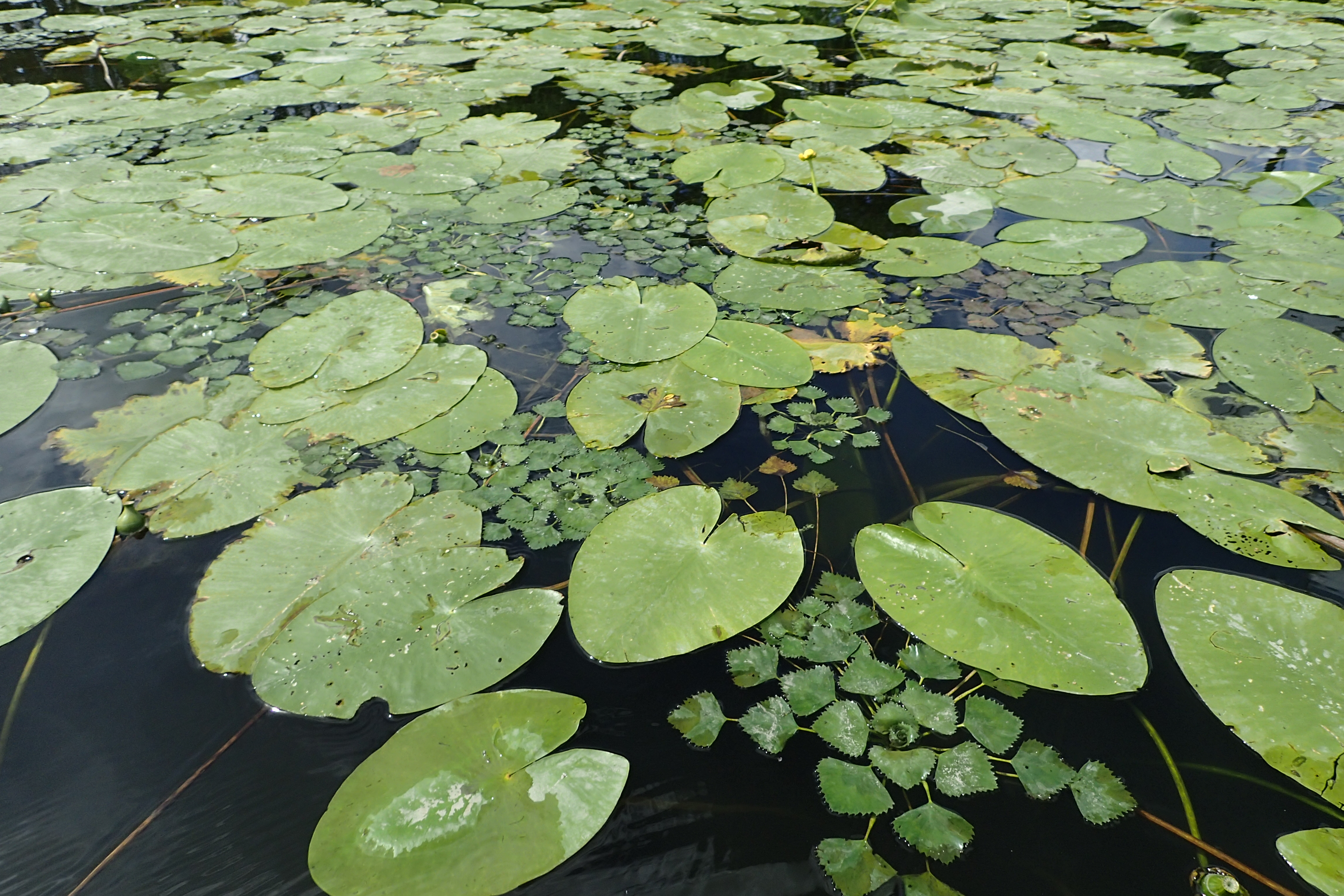
Kotewka w zbiorowisku z grążelem żółtym

Ze względu na szerokie rozprzestrzenienie gatunku w świecie – rośnie w bardzo różnorodnych zbiorowiskach roślinnych. W klasyfikacji zbiorowisk roślinnych Europy Środkowej jest to gatunek charakterystyczny dla zespołu roślinności Trapetum natantis oraz traktowany jest jako charakterystyczny dla związku zespołów Nymphaeion. We współtworzonych zbiorowiskach roślinnych jest często gatunkiem dominującym. Do gatunków współwystępujących należą najczęściej: rogatek sztywny, grążel żółty, rdestnica pływająca oraz rośliny pleustonowe: rzęsa drobna i trójrowkowa, spirodela wielokorzeniowa i salwinia pływająca. Zbiorowiska z kotewką nierzadko tworzą kompleksy z roślinnością szuwarową.

## Systematyka i zmienność
Z powodu wielkiej zmienności gatunku wyróżniano dawniej nawet ponad 20 różnych gatunków kotewek (Trapa), głównie na podstawie różnic w budowie morfologicznej orzechów. Współcześnie większość źródeł i baz taksonomicznych wyróżnia tylko dwa szeroko ujmowane i bardzo zmienne gatunki – T. natans i T. bicornis, rzadziej nieco więcej. Opisanych jest bardzo wiele odmian, których ITIS wyróżnia tylko dwie –  T. natans var. natans oraz var. bispinosa.
Poza różnicami w budowie owoców stwierdzono także inne cechy kotewek pochodzących z różnych obszarów. I tak rośliny europejskie mają zakwitać wcześniej i dawać stosunkowo mały plon. Chińskie i indyjskie rośliny dają plon duży z powodu wyraźnie większych owoców, ale już kotewki z innych obszarów Azji mają małe owoce, za to tworzą bardziej gęste rozety.
Spośród drobnych gatunków występujących w Europie Środkowej i tworzących kompleks Trapa natans wyróżniano:
- Trapa hungarica Opiz (synonim: Trapa longicarpa Janković) – dookoła powierzchni szczytowej orzecha biegną wyraźnie dwa wydatne żebra okrężne z polami wklęsłymi i rowkami między nimi.
- Trapa muzzanensis (Jäggi) Szafer, Kulcz. et Pawł. (synonim T. natans var. muzzanensis Jäggi) – kotewka mucańska[51] – obramowanie powierzchni szczytowej orzecha pojedyncze z wyraźnymi sztabkowatymi guzami o długości ok. 4 mm.
- Trapa conocarpa (Areschoug) Fleroff. – obramowanie powierzchni szczytowej orzecha pojedyncze z drobnymi guzkami lub bez nich, na szczycie z niewielką, stożkowatą szyjką pozbawioną koronki.
- Trapa natans L. s.s. – obramowanie powierzchni szczytowej orzecha pojedyncze z drobnymi guzkami lub bez nich, na szczycie z wydatną szyjką zwieńczoną nieco kwadratową i wydatną koronką, pod którą szyjka zwykle jest nieco zwężona.

Wszystkie drobne taksony w obrębie Trapa natans sensu lato tworzą wiele form pośrednich, w tym opisywanych jako mieszańce. Wyróżniane są także liczne podgatunki, odmiany i formy. Wciąż przy tym nie jest rozstrzygnięte (stan na rok 2023), czy i na ile różnice morfologiczne są odzwierciedleniem różnic adaptacyjnych między populacjami (taksonami), czy też wynikają z plastyczności fenotypowej. Analizy molekularne DNA wykonane w Europie Środkowej wskazują małą zmienność genetyczną kotewki, przy dużej zmienności morfologicznej i fenologicznej kształtowanej przez takie czynniki, jak: temperatura wody, długość sezonu wegetacyjnego, rodzaj osadów dennych, szybkość nurtu i zwarcie płatów kotewki.

## Nazewnictwo
Dawniej polska nazwa rodzajowa miała formę plurale tantum (brzmiała jak liczba mnoga, mimo znaczenia liczby pojedynczej) – „kotewki orzech wodny”. Takiej formy użył Jan Krzysztof Kluk w 1811 i Józef Rostafiński w 1900. Nazwa „kotewki” użyta została też w herbarzu Marcina Siennika z 1568 r. W różnych publikacjach od wieku XVI używane były też nazwy: „kotwiczki”, „kotewki wodne”, „orzech kolący”, „orzech wodny” lub „orzechy wodne”. W XX wieku utrwalona została nazwa w liczbie pojedynczej i w brzmieniu „kotewka orzech wodny”.
Naukowa nazwa rodzajowa Trapa pochodzi prawdopodobnie od średniowiecznej, łacińskiej nazwy calcitrapa dla czteroramiennych kotwiczek używanych do powstrzymywania wrogiej jazdy. Nazwa gatunkowa natans oznacza „pływający po powierzchni wody” (łac. nato = pływam).
W starszych źródłach stosowano dla tego gatunku nazwę naukową Tribulus aquaticus i w połowie XIX wieku próbowano ustalić nazwę w formie Tribuloides aquaticus, jednak opublikowana została ona w wadliwy sposób (nom. illeg.). Ważną nazwą naukową została ta ustalona przez Karola Linneusza w 1753 w Species Plantarum – Trapa natans. W miarę odkrywania wielkiej zmienności tego gatunku różni autorzy opisywali kolejne gatunki, których nazwy współcześnie traktowane są zwykle jako synonimy T. natans:
T. acornis Nakano, T. amurensis Flerow, T. arcuata S. H. Li & Y. L. Chang, T. astrachanica (Flerow) N. Winter [1931, Acta Hort. Bot. Acad. [ante St-Petersb.], 43 : 756], T. bicornis Osbeck, T. bispinosa Roxburgh, T. carinthiaca (G. Beck) V. Vassiliev in Komarov [1949, Fl. S. S. S. R., 15 : 661], T. chinensis Loureiro, T. cochinchinensis Loureiro, T. colchica Alboff [1895, Bull. Herb. Boissier, 3 : 237], T. conocarpa (F. Areschoug) Flerow [1949], T. cruciata (Glück) V. Vassiliev in Komarov [1949, Fl. S. S. S. R., 15 : 650], T. dimorphocarpa Z. S. Diao, T. europaea Flerow [1925, Bull. Jard. Bot. Rep. Russ., 24 : 34], T. hungarica Opiz [1854], T. japonica Flerow, T. jeholensis Nakai, T. korshinskyi V. N. Vassiljev, T. litwinowii V. N. Vassiljev, T. maeotica Woronow [1917], T. manshurica Flerow, T. muzzanensis Jäggi [1883], T. potaninii V. N. Vassiljev, T. pseudoincisa Nakai, T. quadrispinosa Roxburgh, T. rossica V. Vassiliev in Komarov [1949, Fl. S. S. S. R., 15 : 695], T. saissanica (Flerow) V. N. Vassiljev, T. septentrionalis V. Vassiliev in Komarov [1949, Fl. S. S. S. R., 15 : 695], T. sibirica Flerow, T. spryginii V. Vassiliev in Komarov [1949, Fl. S. S. S. R., 15 : 6697], T. taiwanensis Nakai, T. transzchelii V. N. Vassiljev, T. tuberculifera V. N. Vassiljev., T. verbanensis De Not. [1875, Cat. Sem. Ort, Bot. Roma, 1875 : 28].

## Pochodzenie
Gatunek jest reliktem trzeciorzędowym, przy czym przedstawiciele rodzaju Trapa starsi niż z miocenu są wyraźnie odrębni od form współczesnych. Obecność kotewek jest szeroko dokumentowana w osadach od miocenu do współczesności na różnych szerokościach półkuli północnej. W Europie Środkowej, w tym na ziemiach polskich, gatunek stwierdzony został w materiale z interglacjału mazowieckiego oraz eemskiego. Występujące wówczas w Europie kotewki cechowały się znacznym zróżnicowaniem kształtu orzechów (tylko w materiale z okolic Grodna opisano 7 gatunków kotewki). Zasięg gatunku w przeszłości sięgał dalej na północ, np. w okresie od 8500 do 2500 BP rósł on w Finlandii, a przed 12 tys. laty występował w Wielkiej Brytanii. Niejasne jest, czy za szerokie rozpowszechnienie gatunku w Europie w przeszłości odpowiadają tylko cieplejsze okresy klimatyczne, czy też jego rozprzestrzenianie przez ludzi. Gatunek utracił wysunięte na północ stanowiska i przesunął wyraźnie granice zasięgu na południe w ciągu XIX i XX wieku.

## Zagrożenia i ochrona gatunku

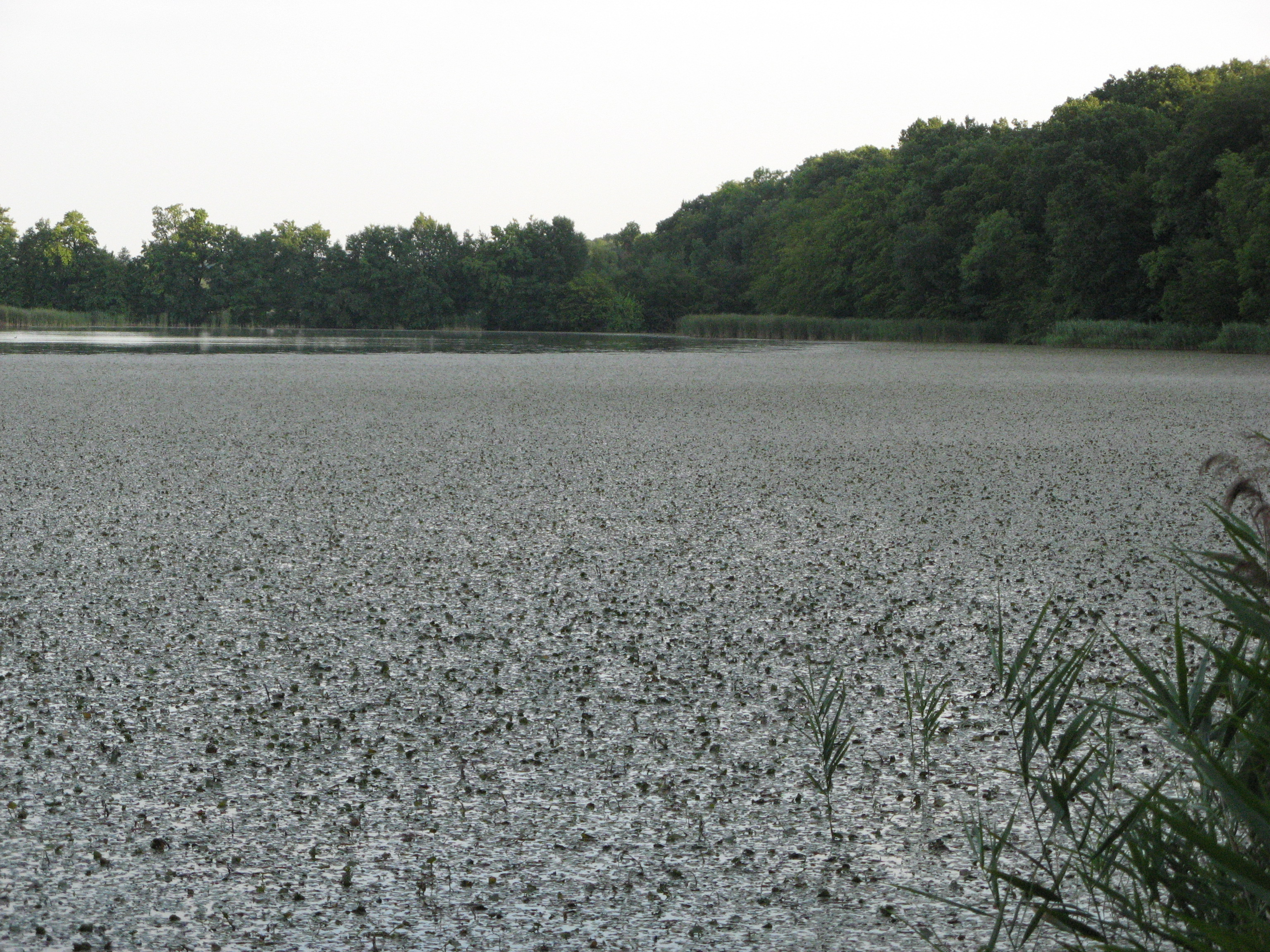
Kotewka w rezerwacie przyrody Łężczok

Gatunek w Europie należy do roślin rzadko spotykanych i na ogół ustępujących, w Azji jest bardzo rozpowszechniony (przy czym w wielu miejscach głównie za sprawą upraw), a na innych kontynentach bywa inwazyjny. W skali całego świata nie jest zagrożony i w Czerwonej Księdze IUCN ma status gatunku najmniejszej troski [LC].
W skali kontynentu europejskiego uważany jest za gatunek wymagający ochrony i dlatego wymieniony został w załączniku I (gatunki roślin ściśle chronionych) do konwencji berneńskiej. Kategoria zagrożenia i status gatunku w skali krajowej i regionalnej w Europie jest różnie określany. Na Litwie i w Szwecji uznany już został za wymarły. W Polsce gatunek objęty jest ścisłą ochroną prawną i umieszczony jest na Czerwonej liście roślin i grzybów Polski (2006) jako wymierający [E]. W wydaniu z 2016 roku otrzymał kategorię VU (narażony).
W Polskiej Czerwonej Księdze Roślin (2001) ma status gatunku krytycznie zagrożonego [CR]; w wydaniu z 2014 roku otrzymał kategorię EN (zagrożony). Jako gatunek zagrożony kotewka wymieniona jest także na czerwonych listach lub księgach w Turcji, Niemczech, Czechach, Słowacji, Ukrainie, Białorusi i Bułgarii. We Francji kotewka jest chroniona na poziomie regionalnym i lokalnym w Alzacji, Dolnej Normandii, Limousin i Ardenach.
W Polsce w okresie od 1870 do 1980 roku kotewka utraciła 82% znanych stanowisk. W ostatnim dwudziestoleciu XX wieku straciła dalszych 60 stanowisk i w ostatniej dekadzie XX wieku potwierdzono jej obecność tylko na 39 stanowiskach.
Przyczyny zanikania kotewki w Europie są niejasne. Mimo że identyfikuje się różne zagrożenia, to równocześnie zwraca się uwagę na to, że w Azji degradacja i zanik siedlisk tego gatunku przebiegają w nie mniejszym stopniu, a mimo to gatunek pozostaje rozpowszechniony. Najczęściej winą za utratę stanowisk kotewki obarcza się regulacje rzek, wypłycanie i zarastanie starorzeczy, zabiegi pielęgnacyjne gospodarki rybackiej (usuwanie roślin i spuszczanie wody ze stawów), skażenie chemiczne wód. Skażenia wód np. herbicydami, siarczanami lub chlorkami powodują zanik kotewki w zbiorniku. Przyczyną ustąpienia kotewki z wielu stanowisk było też wprowadzenie do wód roślinożernego amura białego.
Do warunków umożliwiających utrzymanie kotewki na jej stanowiskach należą:
- spuszczanie wody w stawach zasiedlonych przez kotewkę tylko poza okresem wegetacyjnym na okres nie dłuższy od 3 miesięcy,
- utrzymywanie stałego poziomu wody w okresie letnim,
- zaniechanie wykaszania roślinności wodnej lub przynajmniej ograniczenie jej na stanowiskach kotewki,
- przy przebudowie zbiorników utrzymywanie lub tworzenie niewielkich zagłębień w dnie,
- wyeliminowanie amura białego z rybostanu lub odgradzanie siatką fragmentów zbiorników ze stanowiskami kotewki.

Podczas realizacji zabiegów ochronnych mających na celu wzmocnienie populacji zagrożonych stwierdzono, że sadzone kotewki zwykle lepiej rosną w nowych zbiornikach, niżeli w miejscach dawnego lub współczesnego występowania. W celu zachowania zasobów gatunku został on z powodzeniem introdukowany lub reintrodukowany na wiele nowych stanowisk wtórnych lub zastępczych, uprawiany jest m.in. w wielu ogrodach botanicznych.

## Zastosowanie

### Roślina jadalna

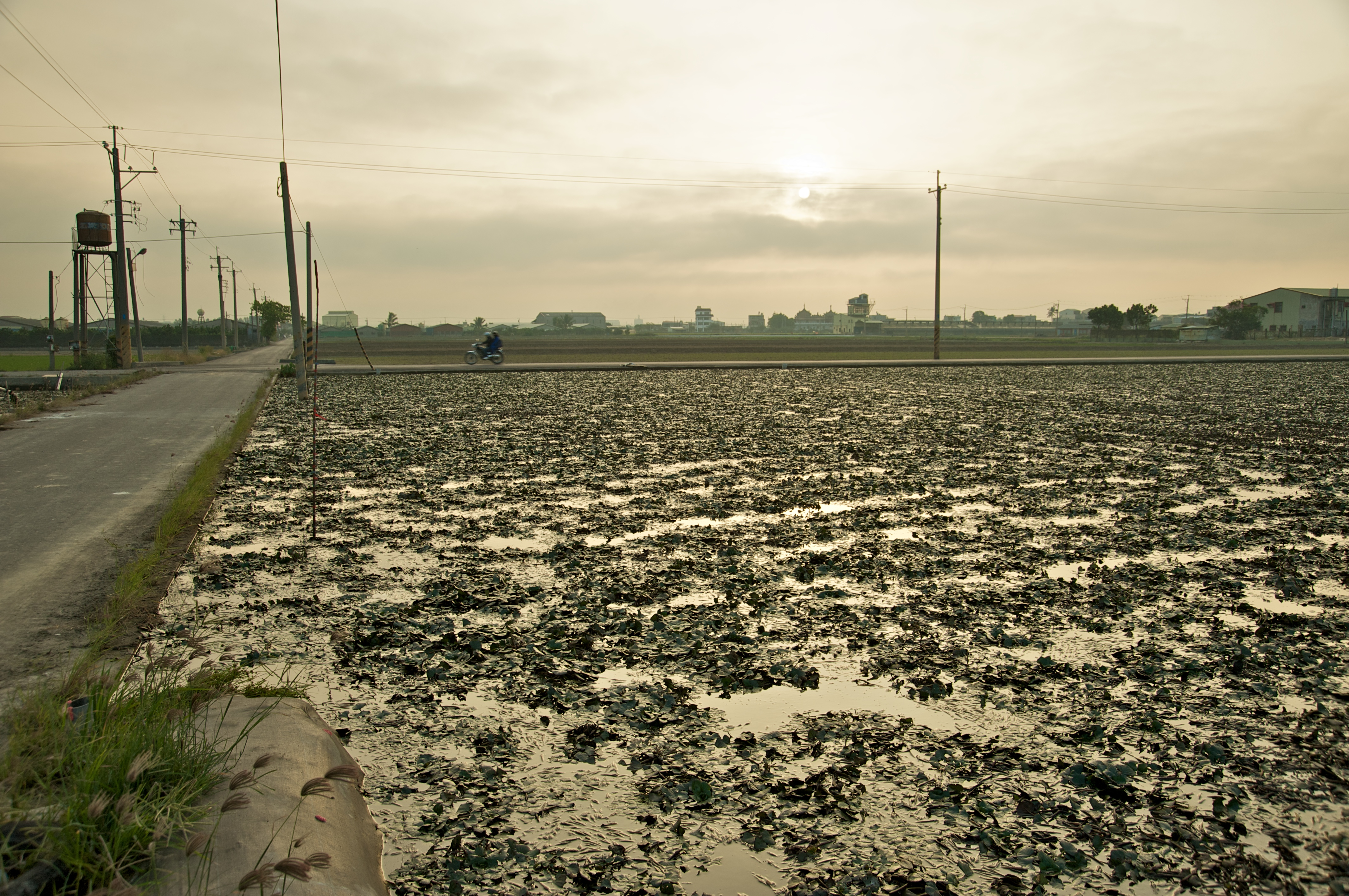
Uprawa kotewki na Tajwanie (rok 2009)

Orzechy kotewki opisywane są jako bardzo smaczne i cechujące się dużą wartością odżywczą. Poza dużą zawartością skrobi i białka o ich walorach odżywczych stanowi także zawartość węglowodanów, witamin oraz takich makro- i mikroelementów jak: wapń, fosfor, żelazo, miedź, mangan, magnez, sód i potas. W stanie surowym są soczyste i kruche, pozostają chrupiące także po gotowaniu lub pieczeniu. Dawniej zjadano je na surowo lub gotowane. Poza tym po wysuszeniu i zmieleniu wyrabiano z nich mąkę. Pieczone spożywano jak kasztany, a gotowane z pieprzem i solą. Niektóre źródła opisują owoce jako potencjalnie toksyczne w stanie surowym i zalecają przed spożyciem ich gotowanie przez godzinę. Inni podają, że na surowo owoce są ciężkostrawne, powodować mogą zaparcia i wzdęcia.
Owoce wykorzystywane są jako pożywienie zarówno dla ludzi, jak i jako pasza dla zwierząt. Także pędy kotewki mogą służyć jako pasza – wartość odżywcza roślin podobna jest do dobrej jakości siana.
Orzechy stanowiły istotne źródło pożywienia ludzi już od dawnych czasów. Najstarsze szczątki owoców, wraz z kamiennymi tłuczkami, znaleziono koło Morza Martwego na stanowisku archeologicznym datowanym na paleolit dolny (780 tys. lat temu). Orzechy znajdowano także w Europie Północnej na stanowiskach mezolitycznych oraz na licznych stanowiskach w Europie i Azji z okresu neolitycznego. Roślina była prawdopodobnie uprawiana ok. 5-6 tysięcy lat temu na Dalekim Wschodzie. Mąka z nasion kotewki w Azji południowo-wschodniej stanowi zamiennik mąki z maranty. Chleb wyrabiali z niej Trakowie. W Europie Środkowej owoce pieczone spożywane były przez ludność wiejską. Do XVIII w. gatunek był uprawiany w Europie jako jadalny, a nadal uprawiany jest w Chinach i Indiach. Szerzej rozpowszechniona jest uprawa T. bicornis var. bispinosa (synonim: T. natans var. bispinosa) spotykanego od Sri Lanki, przez Indie, Chiny po Japonię, rzadziej w Nigerii.

### Roślina ozdobna

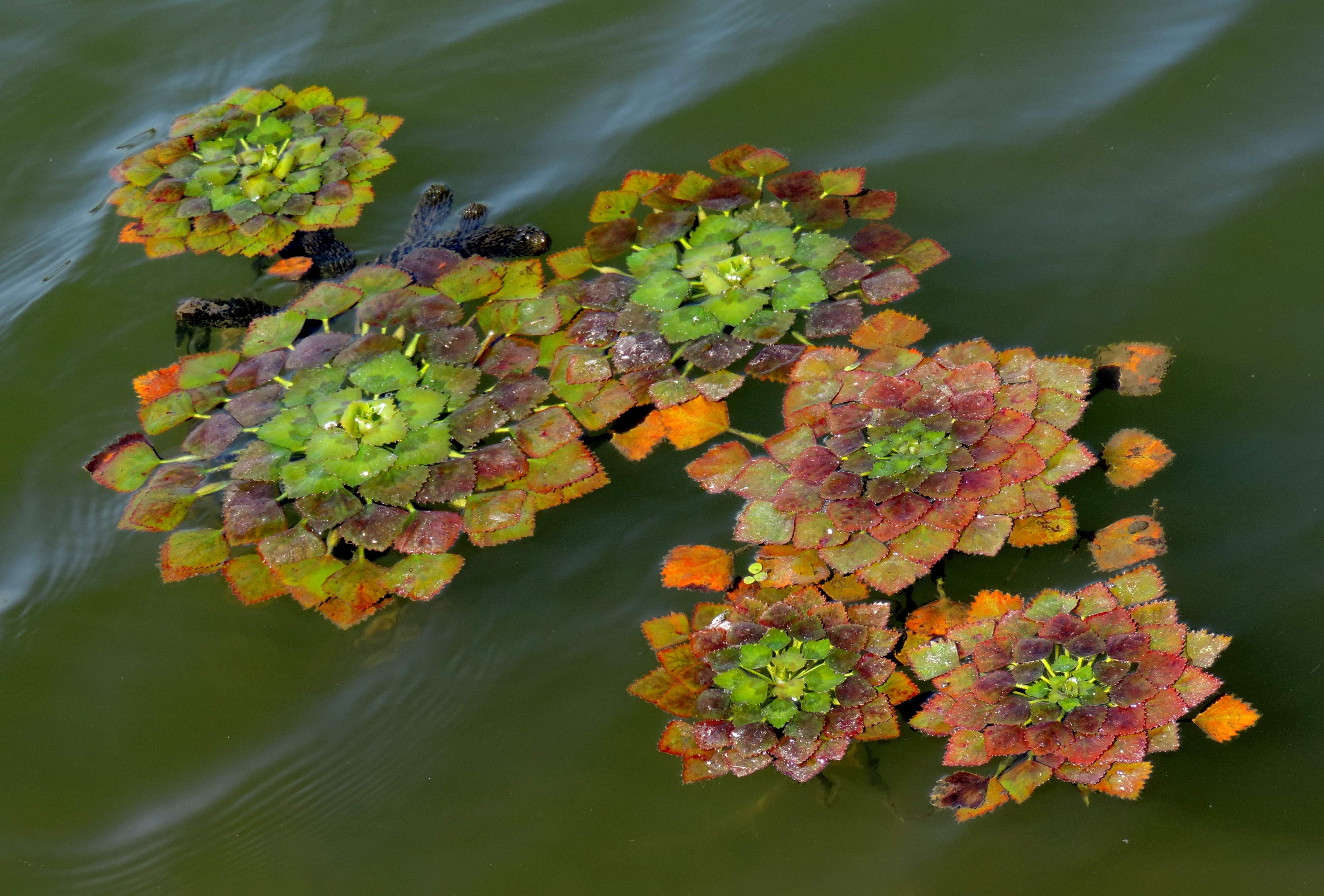
Oryginalny pokrój jest walorem ozdobnym rośliny

Gatunek jest uprawiany jako ozdobny w oczkach wodnych ze względu na oryginalny pokrój i liście utrzymujące się do późnej jesieni. Zalecany jest do uprawy w dowolnej wielkości zbiornikach z preferencją płytkich i bogatych w materię organiczną. W ofercie handlowej często dostępny jest tylko w postaci pływających rozet (z odciętą łodygą).

### Roślina lecznicza
Kotewka nie pojawia się w środkowoeuropejskich źródłach dot. ziołolecznictwa współczesnego i dawnego. Odgrywa natomiast różnorodną rolę w ajurwedzie – systemie tradycyjnej medycyny indyjskiej. Roślina wykorzystywana jest w południowej Azji jako środek moczopędny, pobudzający apetyt i wzmacniający, działający ściągająco, chłodzący, przeciwbiegunkowy i afrodyzjak. Leczono nią lumbago, bóle gardła, zapalenie oskrzeli i inne stany zapalne. Sokiem z łodyg leczy się choroby oczu. Eksperymentalnie potwierdzono działanie przeciwbólowe ekstraktu z korzeni T. natans var. bispinosa, a także przeciwzapalne, przeciwcukrzycowe i antyseptyczne działanie ekstraktu z owocni.
W Chinach owoce kotewki używa się do zbijania wysokiej temperatury, a na Półwyspie Indochińskim dodatkowo stosuje się je także przy bólach głowy.
Ekstrakt z owoców wykazuje także wyraźne działanie przeciwutleniające. Z owoców wyodrębniono peptyd działający przeciwgrzybiczo na Candida tropicalis.
Ekstrakty uzyskiwane z różnych części rośliny mają także zapobiegać przerzutom nowotworowym i wzrastaniu nowotworów złośliwych.

### Inne zastosowania
W średniowieczu owoce kotewki z ostrymi rogami służyły do sporządzania pułapek zastawianych na drogach. Na stanowiskach archeologicznych na Łotwie znaleziono liczne, niewielkie szpatułki sporządzone z twardych łupin orzecha kotewki. Orzechy wykorzystywane były także w różnych rytuałach – z twardych łupin wyrabiano, zwykle po stępieniu rogów, różańce, naszyjniki i inne ozdoby.

## Uprawa
RozmnażaniePrzez wysiew nasion. W okresie zimowym zaleca się przechowywać je na dnie zbiorników na głębokości 0,8–1,4 m, ewentualnie zawieszone w toni wodnej, najlepiej w pojemnikach i w miejscach umożliwiających cyrkulację wody. W rejonach, gdzie uprawiane są jako jadalne, owoce przechowywane są początkowo przez 35–40 dni w zmienianej codziennie wodzie o temperaturze pokojowej. Przez kolejne 3–4 miesiące nasiona przechowywane są w miejscu chłodnym i wilgotnym. Stratyfikacja nasion przyśpiesza ich kiełkowanie. Wysiew do podłoża najlepiej wykonać po rozpoczęciu kiełkowania, tj. na przełomie kwietnia i maja, z zagęszczeniem 40–60 sztuk na 1 m². W oczkach wodnych należy orzechy wysiewać w pojemnikach, ponieważ ich ostre rogi mogą przebić folię wyścielającą dno. W niewielkich zbiornikach gatunek należy wprowadzać praktycznie corocznie od nowa. Przy namnażaniu roślin do celów komercyjnych nasiona wysiewane są w płytkich zbiornikach (do 0,5 m głębokości). Młode pędy na początku lata są dzielone i do dalszego wykorzystania przeznacza się poszczególne rozety, z których rozwija się od kilku do 10 rozet potomnych w ciągu kolejnych ok. 40–50 dni.
WymaganiaGatunek może być uprawiany lub introdukowany w warunkach półnaturalnych w jednogatunkowych agregacjach lub zmieszany w zbiorowiskach z grążelem żółtym. Najlepiej rośnie w zbiornikach niewielkich o powierzchni 3–5 arów, o głębokości 1,2–2 m i pH zbliżonym do 7,0, najlepiej cechujących się lekkim przepływem wody. Wymaga stanowisk dobrze nasłonecznionych, zwłaszcza w czasie wzrostu ku powierzchni wody. Najlepiej rośnie w częściach zbiorników dobrze się nagrzewających (na wypłyceniach). Podłoże powinno być bogate w materię organiczną. Zbiorniki, w których rośliny uprawia się do celów spożywczych, zasilane są nawozami, zwykle mocznikiem. Stosuje się go w stężeniu 40–50 kg/ha w dwóch dawkach co 2 tygodnie z aplikacją pierwszej w ok. 20 dni po umieszczeniu w zbiorniku młodych roślin.
PielęgnacjaW celu uzyskania dużego plonu owoców zalecana jest uprawa roślin w dużym zagęszczeniu (ok. 40 roślin na 1 m²), czemu sprzyja usuwanie bocznych rozet roślin nadmiernie się rozrastających. Warto także zabezpieczyć (osłonić siatkami) stanowiska roślin przed dostępem zwierząt roślinożernych, zwłaszcza ptaków.
Zbiór owocówMoże być wykonany jednorazowo na początku października, ale wiąże się z utratą części plonu. Dlatego zaleca się zbiór owoców sukcesywnie w miarę ich dojrzewania. Dojrzałe orzechy rozpoznaje się po tym, że łatwo odłamują się od szypułek. Na plantacjach orzechów zbiór dokonywany jest co 8–10 dni.

## Zwalczanie

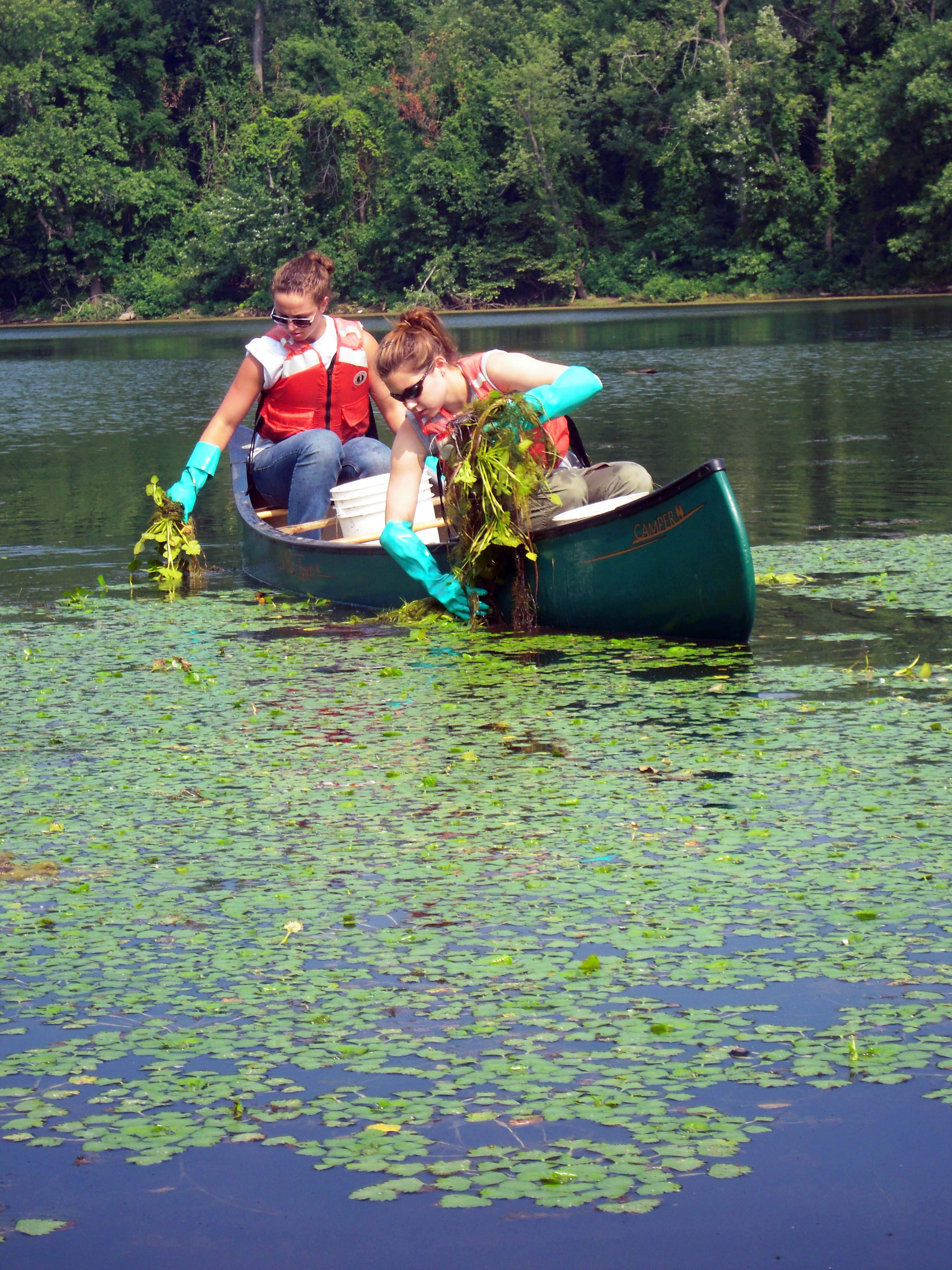
Usuwanie inwazyjnej kotewki ze starorzecza w Stanach Zjednoczonych

W przypadku nadmiernego wzrostu w obszarach, gdzie kotewka jest gatunkiem inwazyjnym, powoduje ona znaczne szkody ekologiczne i gospodarcze. Przyczynia się do znacznego ograniczenia różnorodności gatunkowej w kolonizowanych zbiornikach oraz znacząco utrudnia ich wykorzystanie rekreacyjne (uniemożliwia pływanie i kąpiele), rybackie lub komunikacyjne (trudno przepłynąć przez kobierce kotewki w małych łodziach). W Ameryce Północnej w latach 50. i 60. XX wieku konsekwentnie zwalczano ten gatunek, jednak po zredukowaniu jego zasobów wstrzymano działania. W kolejnych dekadach kotewka odbudowała swój zasięg i w latach 90. był już większy niż w połowie XX wieku. Ponownie rozpoczęto walkę z kotewką, która tylko w stanie Vermont w roku 2000 kosztowała pół miliona dolarów. Gatunek zwalczany jest w zbiornikach ręcznie, mechanicznie i chemicznie. Jako kluczowe wskazuje się zwalczanie roślin przed lipcem, tj. przed zawiązaniem kolejnych owoców.

## Zagrożenia dla zdrowia ludzi
W południowo-wschodniej Azji na owocach kotewki osadzają się cerkarie przywry z gatunku Fasciolopsis buski, po czym rozwijają się w metacerkarie. Dostają się do przewodu pokarmowego wraz ze spożytymi orzechami, gdzie przeobrażają się w postacie dorosłe, wywołując fasciolopsozę. Kotewka jest jednym z najpoważniejszych źródeł zarażenia tym pasożytem, obok rukwi wodnej i ponikła słodkiego.
Niektóre publikacje opisują owoce jako potencjalnie toksyczne w stanie surowym. Owoce pozyskiwane z roślin rosnących w wodach zanieczyszczonych metalami ciężkimi zawierają niebezpieczne dla zdrowia stężenia tych metali, koncentrowanych w nasionach.
Ostre rogi orzechów kotewki leżących na dnie zbiornika w przypadku nadepnięcia powodować mogą bolesne rany.